# 游書体
游書体（ゆうしょたい）は、字游工房が販売しているプロフェッショナル向け書体シリーズの総称である。
小売販売されるほか、オペレーティングシステムに標準搭載される書体がある。2020年11月からは親会社モリサワの年間定額制フォントサービス「MORISAWA PASSPORT」で全46書体が提供される。

## 游明朝体
游明朝体（ゆうみんちょうたい）は、2002年に発売された字游工房初の独自書体である。ヒラギノ明朝体に比して「時代小説が組めるような明朝体」をテーマとして鈴木勉がデザインを始め、鳥海修ら字游工房社員が完成させた。発売当初は1年間限定のライセンスで10万円であったが、のちに無期限ライセンスで3万円に変更された。
フォーマットは PostScript 形式の OpenType で、収録字数はPr6N版 (Adobe-Japan1-7) で2万3060字である。ウェイトは、L ライト/R レギュラー/M ミディアム/D デミボールド (Pr6N)、B ボールド/E エクストラボールド (StdN)。
Windows 8.1 以降の Windows および OS X Mavericks 以降の macOS に標準搭載されているが、リテール版と仕様が異なる点がある。macOS Sierra 以降macOS Venturaでは Font Book からの追加ダウンロードでの導入となる。
- Windows - 游明朝/Yu Mincho：Light / Regular / Demibold
  - アウトラインが TrueType 形式となり、ダイアクリティカルマーク付きのラテン文字の高さを低くする調整や、改行幅を縮める調整を行っているほか、U+005C の字形が通常は「\」であるところを「¥」に変更されている。Windows 10 版は、リテール版の収録文字のほかに、Microsoft の互換文字が加えられている[3]。
  - Windows 7・Windows 8 でも、Microsoft Office 2010/2013 がインストールされていれば、Microsoft の公式サイトより追加インストールが可能で、Windows 10 同様のウェイトが揃う[9]。

- Mac - 游明朝体/YuMincho：ミディアム / デミボールド / エクストラボールド
  - エクストラボールドは macOS Sierra からの収録[10][3]。OS X Yosemite まではフォント名を除けばフォント製品版 (Pr6N) と内容は同一（エクストラボールドはStdN準拠で収録文字数は約10,000字）。OS X El Capitan からは改行幅がヒラギノに合わせられているほか、後述の游明朝体+36ポかなをまとめた OpenType Collection になっている[3]。

游明朝体と組み合わせて使用する仮名フォントとして、游明朝体36ポかなや游明朝体五号かなも販売されている。ウェイトは游明朝体に準ずる（エクストラボールドは游明朝体36ポかなのみ）。OS X El Capitan 以降では、游明朝体+36ポかなが追加されている。
- Mac - 游明朝体+36ポかな/YuMincho +36p Kana：ミディアム / デミボールド / エクストラボールド
  - エクストラボールドは macOS Sierra からの収録[10][3]。フォント製品版は仮名フォントであるが、OS X 搭載版はあらかじめ游明朝体の各ウェイトの漢字部分が収録されており、名前どおり単体で游明朝体の漢字と36ポかなの仮名を一体のフォントとして使用できる。収録文字数は游明朝体の各ウェイトと同一。

2017年にAdobe Typekit（現在：Adobe Fonts）を通じて、游明朝体Pr6／Pr6N R・游明朝体五号R・游明朝体36ポかなRの4書体が利用できるようになった。2021年5月、游明朝体Pr6N R以外の3書体のAdobe Fontsでの提供が9月に停止されることが発表された。

## 游築見出し明朝体・游築初号かな
游築見出し明朝体（ゆうつきみだしみんちょうたい）は、東京築地活版製造所の金属活字・36ポイント明朝体を基にデザインされた見出し書体で、2003年に発売された。組み合わせて使う仮名書体游築初号かな（ゆうつきしょごうかな）も販売されている。ウェイト展開はしていない。いずれも岡澤慶秀による覆刻。

## 游ゴシック体
游ゴシック体（ゆうゴシックたい）は2008年に発売された。游明朝体と一緒に使うことを想定してデザインされており、鳥海修をはじめとする字游工房の社員によってデザインされた。英数字はFranklin Gothicを手本にデザインしている。
フォーマットは PostScript 形式の OpenType で、収録字数は Pr6N (Adobe-Japan1-7) 版で2万3060字となっている。ウェイトは、L ライト/R レギュラー/M ミディアム/D デミボールド/B ボールド (Pr6N)、E エクストラボールド/H ヘビー (StdN)。
Windows 8.1 以降の Windows 、Windows Phone 7 以降の Windows Phone、 OS X Mavericks 以降の macOS に標準搭載されているが、リテール版と仕様が異なる点がある。macOS Sierraは Font Book からの追加ダウンロードで導入する。
游ゴシック体と組み合わせて使う游ゴシック体初号かなも販売されている。ウェイトは游ゴシック体に準ずる。
Windows
- 游ゴシック/Yu Gothic：Light / Regular / Medium / Bold
  - ミディアムは Windows 10 以降および、Microsoft の公式サイトよりダウンロードできるフォントパックに収録される。リテール版との相違点は游明朝と同様の点に加え、Windows 10 版はUI追加文字が追加されている点である[3]。
  - Regularには一部不具合があり、「猶」が旧字体で表示される[22]（異体字セレクタを使用しない・もしくはU+E0100を使用した場合に使われるべき箇所に、U+E0102を使用したものと同一のグリフが誤って入っている）。
- Yu Gothic UI：Light / Semilight / Regular / Semibold / Bold
  - システムフォントとなっている。なお、バンドル提供・追加フォントパックによる提供のみで、単体では発売されていない。
  - 游ゴシックとの相違点は、数字やラテン文字が Segoe UI になっている点のほか、仮名が MS UI Gothic や Meiryo UI に近い幅の独自の字体に変更されている点である。収録文字数やアウトラインの形式は、Windows 版の游ゴシックに準ずる。
  - 游ゴシックでいう「Regular」「Medium」は、このフォントでは「Semilight」「Regular」となっている（Regularのウェイトが游ゴシックと Yu Gothic UI で異なる点に注意を要する）。また、Semibold と Boldの違いは、従属欧文 (Segoe UI) のウェイトが「Semibold」「Bold」となっている点である[3]。
  - Semilight については、「猶」について游ゴシックと同様の不具合がある。

Windows Phone
- Yu Gothic/游ゴシック体[補足 1]：レギュラー / ボールド
  - バンドルのほか、Windows Phone SDK のインストールでも導入可能。
  - バージョン 1.01 と 1.02 以降で仕様が異なる。バージョン 1.01 は字形がリテール版(StdN)と同様だが、バージョン 1.02 以降は従属欧文に Segoe UI が使われ、U+005C の字形が「\」ではなく「¥」へ変更されている。両者とも収録文字数は約9,800字で、アウトラインが TrueType で構成されている。
  - レギュラーにおける「猶」の不具合は起こっていない。

Mac
- 游ゴシック体/YuGothic：ミディアム / ボールド
  - リテール版との相違点は、游明朝体と同様[3]。macOS付属版にはレギュラーがないためウェブブラウザでの表示の際にはミディアムが基本ウェイトになる。このためWindowsより太く見えることになる[23]。

2021年5月、モリサワは9月10日以降Adobe Fontsで「游ゴシック体 R」を提供すると発表した。

## 游教科書体
游教科書体（ゆうきょうかしょたい）は、ボールペンなどの硬筆で書かれた筆跡を取り入れた教科書体で、字游工房と東京書籍との共同開発による書体。2004年に游教科書体 Mが発売され、2013年に游教科書体 N M/Bが、2019年に游教科書体 New M/Bが発売された。フォーマットは PostScript 形式の OpenTypeで、游教科書体 Nファミリーの収録字数は約7100字で、独自文字セットとなっている。游教科書体 Newファミリーの文字セットはAdobe-Japan1-3に教科書で必要とされる字種を加えたもの。游教科書体 N、游教科書体 New両ファミリーともウェイトは、Mミディアム / Bボールドの2種類である。
本文が横組みの教科書向けである游教科書体 N 横用も同様に販売されている。游教科書体との違いは仮名とルビ用文字のデザインの違いである。
どちらも macOS Sierra 以降の macOS で利用できるが、Font Book から追加ダウンロードで導入する。
- Mac - 游教科書体/YuKyokasho、游教科書体 横用/YuKyokasho Yoko：ミディアム / ボールド
  - リテール版ではそれぞれ単体の OTF となっているが、macOS 版では横用もあわせた OpenType Collection となっている。

この他に2019年に発売された小学校外国語（英語）教材向けの欧文書体JKHandwritingファミリーがある。

## 游勘亭流
游勘亭流（ゆうかんていりゅう）は、芝居文字とも呼ばれる江戸文字の一種をベースに読みやすさを重視してアレンジした書体。写真植字大手写研で原字制作の責任者を務めた橋本和夫が、同社を退職しフリーランスだった1996年秋に提案し、1998年1月までかけて描き上げた。2004年に発売され、フォーマットはPostScript形式のOpenTypeで、収録字数は3,865字、「游」以外の第二水準漢字は収録されていない。ウェイトは1種類。

## 歴史
下記の通りである。
- 1997年：游明朝体（当時はJK明朝体）制作に着手
- 1998年：鈴木勉が死去する。
- 2002年：游明朝体Rが発売される。
- 2004年：游教科書体M、游勘亭流が発売される。
- 2005年：游明朝体 Std シリーズが発売される。
- 2008年：游ゴシック体が発売される。
- 2012年：游明朝体 Pr6 シリーズが発売される。
- 2013年：游教科書体Mの後継として游教科書体Nが発売される。
- 2018年：游明朝体 Pr6N、游ゴシック体 Pr6N 両シリーズが発売される（Pr6書体が同梱されなくなる）[32]。
- 2019年：游明朝体、游ゴシック体ファミリーに令和合字追加のアップデートを実施[33]。
- 2019年：游教科書体 Newが発売される。
- 2020年：MORISAWA PASSPORT、TypeSquareへ游書体ライブラリーの提供を開始する。

### 補足
1. ↑  日本語版での表示は「Yu Gothic」だが、フォント名に「游ゴシック体」も登録されており、環境によっては游ゴシック体の名前で指定しても表示可能。
2. ↑  横用のフォントは用途が横組みではあるが、フォントとしては他の日本語フォント同様に縦組みにも対応している。